# Wolfgang Stute

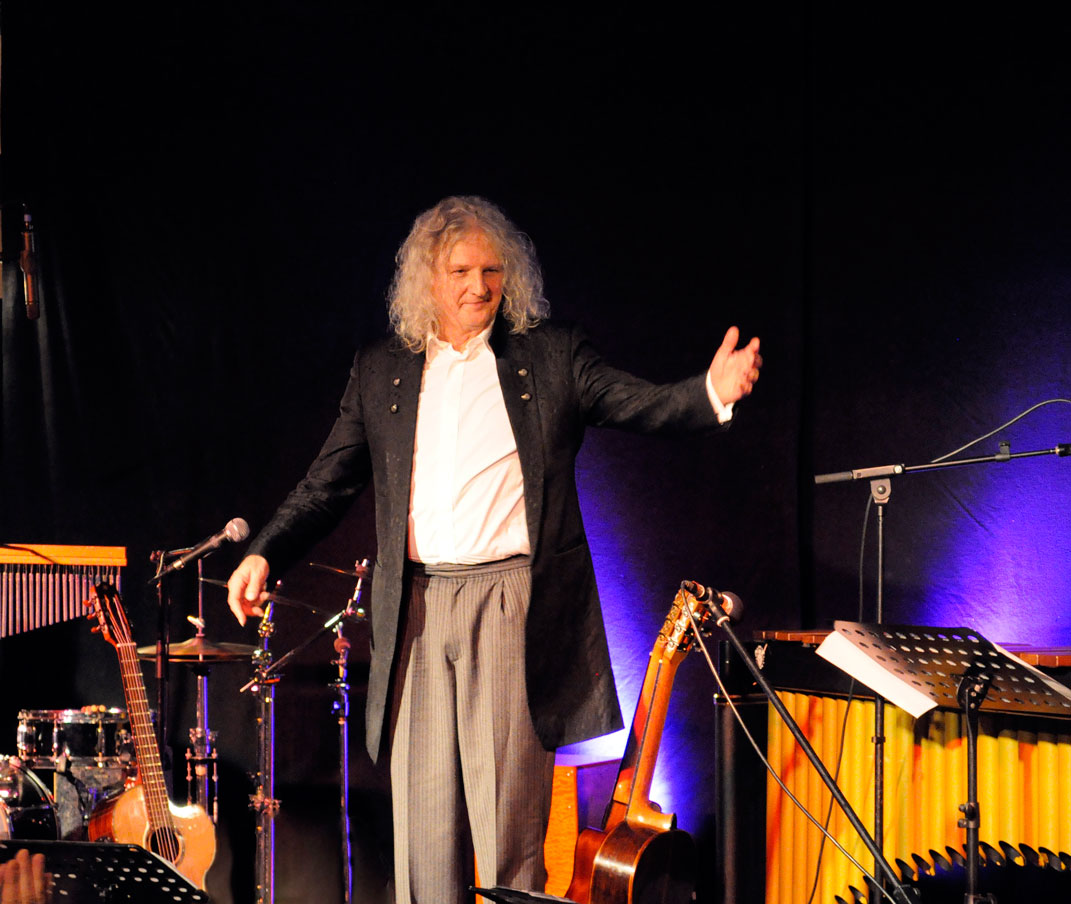
Wolfgang Stute stellt neues Marea Album, Peu á Peu, in Hannover vor.

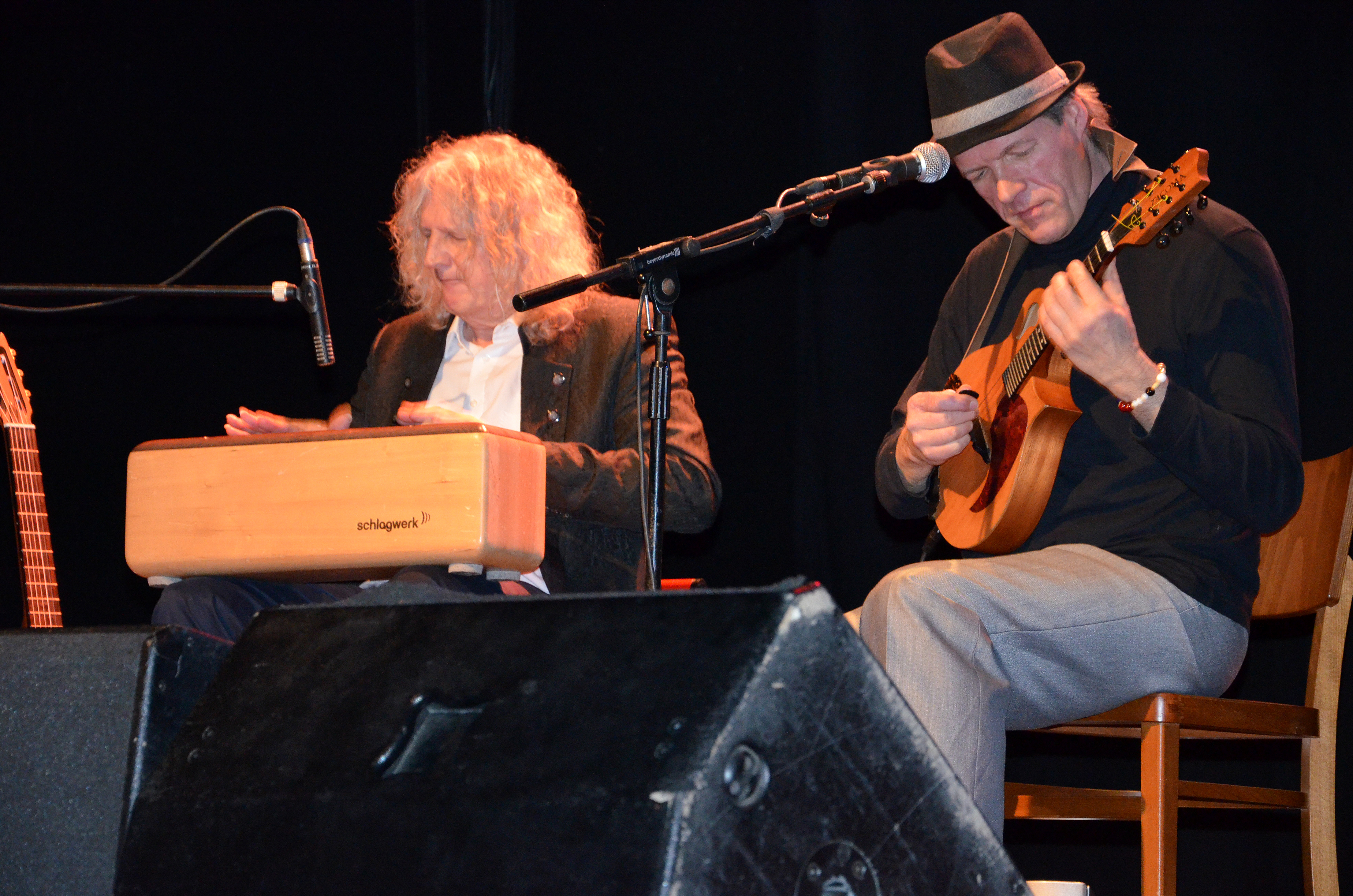
Wolfgang Stute (links) beim Frühlingsempfang 2014 im Kulturzentrum Pavillon in Hannover – zusammen mit Hajo Hoffmann († 2015)

Wolfgang Stute (* 7. Mai 1951 in Kamen) ist ein deutscher Gitarrist, Perkussionist, Komponist und Musikproduzent.

## Leben
Stute wurde im Nordrhein-Westfälischen Kamen geboren. Er wuchs in einer konservativ geprägten Familie auf, sein Vater legte auch nach dem Krieg seine Begeisterung für den Nationalsozialismus nicht ab, dies zeigte sich deutlich im Vornamen von Wolfgang Stutes älterem Bruders Adolf.
Nach dem Abitur lernte er zunächst Versicherungskaufmann, dann Hotelfachmann. Wolfgang Stute distanzierte sich während dieser Zeit zunehmend von seinem Vater. In Wuppertal lernte er den Gitarrenprofessor Hans-Michael Koch kennen. Koch nahm ihn als Studenten auf – unter der Bedingung, dass er seine „Wild zusammengeschusterte Spieltechnik“ ablegen müsse. Wolfgang Stute folgte Hans Michael Koch nach Hannover. In den folgenden Jahren wurde Stute Musikalischer Leiter beim Hannoverschen Theater der Jugend, Musikalischer Leiter des E.T.A.-Hoffmann-Theaters in Bamberg und erhielt einen Lehrauftrag für ästhetische Kommunikation an der Evangelischen Fachhochschule Hannover. 1980 gründete Stute zusammen mit Jorge la Guardia (Gitarre) die Flamenco-Band "Tierra". Ab 2003 wurde Wolfgang Stute Musikalischer Leiter von Heinz Rudolf Kunzes Sommernachtstraum, trat mit ihm auf und wurde sein Manager. In den folgenden Jahren spielte er zusammen mit Purple Schulz und trat zusammen mit Kunze und Hajo Hoffmann als Räuberzivil auf. Zudem begleitet er den Kabarettisten Matthias Brodowy musikalisch.

## Preise und Auszeichnungen
- Deutscher Kleinkunstpreis 2013, mit Matthias Brodowy und Carsten Hormes

## Veröffentlichungen
- Wolfgang Stute/ Hajo Hoffmann – Marea
- Marea – peu à peu
- Heinz Rudlof Kunze/Wolfgang Stute – Kommando Zuversicht